# Пааво Ярві
Пааво Я́рві (ест. Paavo Järvi; рід. 30 грудня 1962, Таллінн) — диригент естонського походження, син Нееме Ярві.

## Біографія
Пааво Ярві почав займатися музикою в Естонії. Вивчав диригування і гру на ударних інструментах у Талліннській школі музики. Якийсь час виступав як ударник однієї з естонських рок-груп. Коли в 1980 році його сім'я переїхала до США, Ярві продовжив навчання в Кертісовому інституті музики і Лос-Анджелеському філармонійному інституті під керівництвом Леонарда Бернстайна. Незабаром його почали запрошувати провідні оркестри Америки, Європи та Азії. Він зайняв посаду головного запрошеного диригента в Стокгольмському і Бірмінгемському симфонічних оркестрах.
З 1994 по 1997 рік Ярві був головним диригентом Симфонічного оркестру Мальме. У вересні 2001 року він став музичним директором Симфонічного оркестру Цинциннаті. З 2004 року очолює Бременський камерний оркестр. З 2006 року він є головним диригентом Симфонічного оркестру Франкфуртського радіо. Восени 2010 року Пааво Ярві очолив Оркестр Парижа.
Репертуар Пааво Ярві охоплює твори від класицизму до сучасної музики (Арво Пярт, Еркі-Свен Тюур, Лепо Сумера, Едуард Тубін), також виступає як диригент симфонічного оркестру в концертах деяких рок-груп. Записав всі симфонії Бетховена (з Бременським камерним оркестром), Шумана (з Бременським камерним оркестром), Брукнера (з Симфонічним оркестром Франкфуртського радіо), твори Густава Малера, Яна Сібеліуса, Сергія Прокоф'єва, Дмитра Шостаковича.
2004 здобув премію «Греммі» в номінації «Найкраще хорове виконання» за запис кантат Сібеліуса.